# Discheratosi congenita
La discheratosi congenita o sindrome di Zinsser-Cole-Engman è una raro gruppo di genodermatosi caratterizzate da poichilodermia ed aumentata predisposizione allo sviluppo di neoplasie maligne.

## Epidemiologia
Si tratta di una patologia rara con una prevalenza di 1-9 casi ogni 1 000 000 di abitanti.

## Eziologia
La discheratosi congenita è causata da mutazioni in alcuni geni coinvolti nel mantenimento della lunghezza dei telomeri. I telomeri sono strutture poste alle estremità dei cromosomi che hanno la funzione di mantenerne l'integrità e sono costituite da ripetizioni di nucleotidi in tandem e da un complesso di proteine. Dopo ogni ciclo cellulare i telomeri si accorciano a causa della perdita di ripetizioni nucleotidiche e quando diventano troppo corti determinano l'apoptosi della cellula o instabilità genetica. Le telomerasi permettono l'estensione e quindi il mantenimento della lunghezza dei telomeri aggiungendo ripetizioni nucleotidiche all'estremità 5' del DNA tramite una proteina che funga da stampo RNA (TERC) e una trascrittasi inversa (TERT). La stabilità delle telomerasi è garantita da un complesso di piccole proteine nucleolari che includono la discherina, NHP2 e NOP10 mentre la loro protezione dalla degradazione da parte di proteasi o meccanismi di riparazione del DNA è permessa da un complesso di sei proteine tra cui figura TIN2. Nella discheratosi congenita i pazienti possiedono telomeri estremamente corti.

### Genetica
La discherina, codificata da DKC1, è una snoRNP che partecipa alla stabilizzazione delle telomerasi e alla modifiche dell'RNA ribosomiale. Alterazioni in questo gene determinano la formazione di ribosomi disfunzionali che portano alla stabilizzazione di p53, all'arresto del ciclo cellulare e quindi all'apoptosi. Questo fenomeno è particolarmente rilevante nelle cellule a maggior tasso di divisione come le staminali del midollo osseo che vengono perse determinando aplasia midollare. Mutazioni X-linked recessive in questo gene sono le più comuni responsabili di questa sindrome assommando a circa il 30% dei casi.
Le mutazioni in TERC, TERT e TIN2 assommano al 20% dei casi e si trasmettono prevalentemente con modalità autosomico dominante e mostrano il fenomeno dell'anticipazione genetica.
Le mutazioni in NOLA2, NOLA3 e WRAP53 sono decisamente più rare e si trasmettono con modalità autosomico recessiva.

## Classificazione
Le varianti di discheratosi congenita vengono distinte a seconda delle mutazioni in uno di otto geni che tuttavia assommano a poco più della metà dei casi, il che implica che alcuni geni coinvolti in questa patologia non sono stati ancora identificati.
| Gene   | Proteina   | Locus | Funzione                                         | Ereditarietà | Frequenza |
| ------ | ---------- | ----- | ------------------------------------------------ | ------------ | --------- |
| DKC1   | discherina | Xq28  | componente della telomerasi e delle snoRNP H/ACA | X-linked     | 30%       |
| TERT   | TERT       | 5p15  | trascrittasi inversa della telomerasi            | AD / AR      | 5%        |
| TERC   | TERC       | 3q26  | componente RNA della telomerasi                  | AD           | 5%        |
| TINF2  | TIN2       | 14q12 | componente della shelterina                      | AD           | 10%       |
| NOLA2  | NHP2       | 5q33  | componente delle snoRNP H/ACA                    | AR           | 1%        |
| NOLA3  | NOP10      | 15q14 | componente delle snoRNP H/ACA                    | AR           | 1%        |
| WRAP53 | TCAB1      | 17p13 | controllo del trafficking della telomerasi       | AR           | < 1%      |
| RTEL1  | RTEL1      | 20q13 | DNA elicasi nei telomeri                         | AD / AR      | < 1%      |

## Istopatologia
Si evidenzia marcato assottigliamento dell'epidermide con ortocheratosi e assenza o assottigliamento delle creste epidermiche. Lo strato basale mostra vacuolazione focale e aumento del contenuto di melanina. Il derma presenta melanofagi con incontinentia pigmenti e ricca vascolarizzazione con infiltrato linfocitario perivascolare.

## Clinica
La prima manifestazione della patologia è spesso la distrofia ungueale che si verifica nella prima infanzia o nell'adolescenza e porta alla perdita dell'unghia o alla formazione di tappi cornei. Nel giro di due o tre anni segue una fine pigmentazione reticolata grigio-brunastra, particolarmente evidente al collo e alle cosce ma estesa anche al tronco. Il viso è eritematoso e presenta atrofia cutanea associata a macule iperpigmentate mentre il dorso delle mani e dei piedi si presenta atrofico con un aspetto lucido. Si possono riscontrare teleangectasie diffuse. A queste alterazioni cutanee segue la comparsa di vescicole ed erosioni alla mucosa linguale, buccale, lacrimale (dolore, eccessiva lacrimazione e cicatrizzazione), esofagea, ano-rettale e uretrale (stenosi) che danno infine origine a leucoplachia. L'insorgenza di carcinomi squamocellulari a partire da queste lesioni pre-neoplastiche è particolarmente elevata nei pazienti affetti da discheratosi congenita che hanno inoltre un maggior rischio di sviluppare carcinomi del pancreas e linfoma di Hodgkin. Possibile la comparsa di ipercheratosi palmo-plantare e iperidrosi. Sono frequenti alterazioni nello sviluppo dei denti, carie, periodontiti e osteoporosi. Raramente si possono presentare fibrosi polmonare e cirrosi epatica. A livello ematologico quasi tutti pazienti presentano aplasia midollare. Vi possono essere ritardo di crescita e ritardo psicomotorio.
La sindrome di Revetz, una variante di discheratosi congenita, si presenta con capelli sottili, onicodistrofia, ipoplasia cerebellare, ipoplasia midollare, retinopatia essudativa bilaterale e ritardo di crescita.

La sindrome di Hoyeraal-Hreidarsson è una forma estremamente rara e severa caratterizzata da microcefalia ipoplasia cerebellare, calcificazioni intracraniche, ritardo di crescita intrauterino e immunodeficienza.
La prognosi è variabile ma la maggior parte dei pazienti muore tra i 30 e i 50 anni per le conseguenze dell'aplasia midollare o per l'insorgenza di un carcinoma. Tra le forme più comuni quelle con mutazioni di DKC1 o TINF sembrano avere la prognosi peggiore e l'esordio più precoce. Molto severe anche le rare mutazioni di RTEL1.

## Diagnosi
La diagnosi viene guidata da un'attenta anamnesi volta a ricercare familiarità per aplasia midollare, carcinomi spinocellulari della testa, del collo o ano-genitali, fibrosi polmonare e cirrosi epatica. Segue l'esame obiettivo volto a ricercare i segni clinici caratteristici della patologia. Tutti i pazienti devono essere sottoposti ad un emocromo completo e all'esame dello striscio di sangue periferico. Se alterati, deve essere effettuata una biopsia midollare. Analisi molecolari permettono di identificare la mutazione responsabile nella metà dei pazienti. Se le prove di funzionalità polmonare risultano alterate in senso restrittivo va effettuata una RX torace per confermare la fibrosi polmonare mentre sono utili un'ecografia addominale e l'elastosonografia epatica per diagnosticare un'eventuale cirrosi.

## Terapia
L'ossimetalone, un androgeno, viene utilizzato per trattare l'anemia aplastica e il filgrastim per migliorare temporaneamente i parametri ematologici.
I retinoidi sembrano avere una certa efficacia nel trattamento della leucoplachia riducendo l'insorgenza di carcinomi spinocellulari.
Il trapianto allogenico di midollo osseo permette di trattare efficacemente l'anemia aplastica ma non le altre manifestazioni della patologia.